# Ustrzyki Dolne (gmina)
Ustrzyki Dolne – gmina miejsko-wiejska w województwie podkarpackim, w powiecie bieszczadzkim. W latach 1975–1998 gmina położona była w województwie krośnieńskim. Siedziba gminy to Ustrzyki Dolne.
Według danych z 31 grudnia 2014 gminę zamieszkiwały 17 650 osoby.

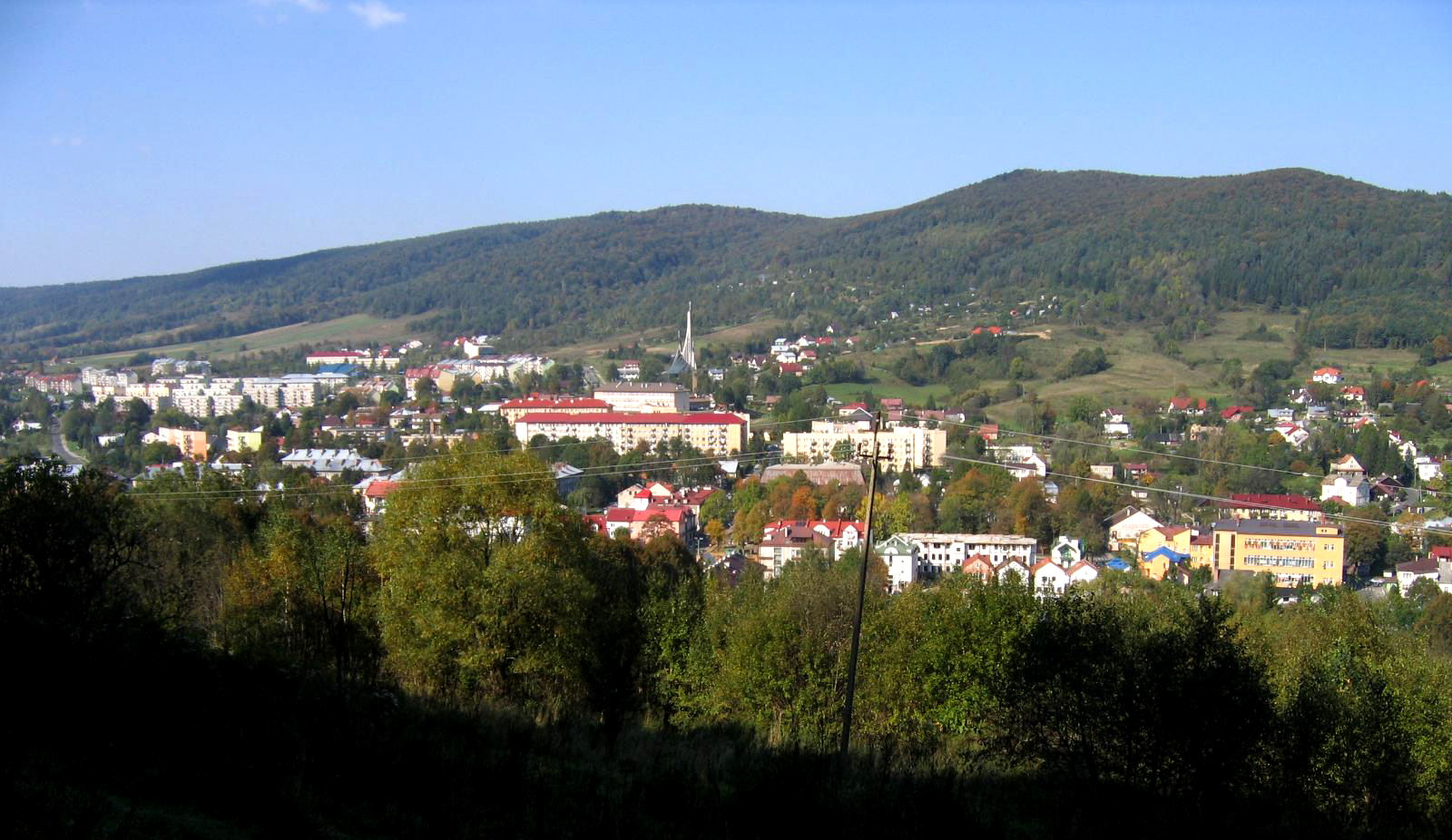
Ustrzyki Dolne – stolica gminy

## Struktura powierzchni
Według danych z roku 2002 gmina Ustrzyki Dolne ma obszar 477,7 km², w tym:
- użytki rolne: 31%
- użytki leśne: 62%

Gmina stanowi 41,97% powierzchni powiatu.

## Demografia

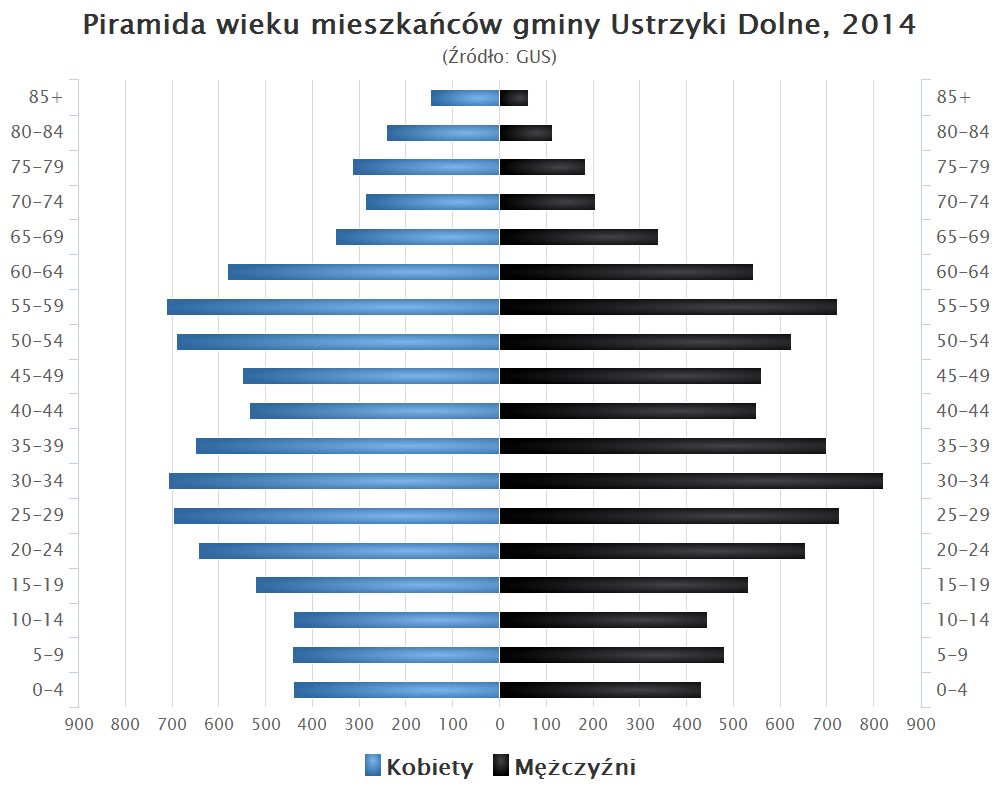
Piramida wieku mieszkańców gminy Ustrzyki Dolne w 2014 roku

Dane z 31 grudnia 2014:
| Opis                              | Ogółem | Ogółem | Kobiety | Kobiety | Mężczyźni | Mężczyźni |
| --------------------------------- | ------ | ------ | ------- | ------- | --------- | --------- |
| Jednostka                         | osób   | %      | osób    | %       | osób      | %         |
| Populacja                         | 17 650 | 100    | 8955    | 50,7    | 8695      | 49,3      |
| Gęstość zaludnienia [mieszk./km²] | 36,9   | 36,9   | 18,7    | 18,7    | 18,2      | 18,2      |

## Turystyka

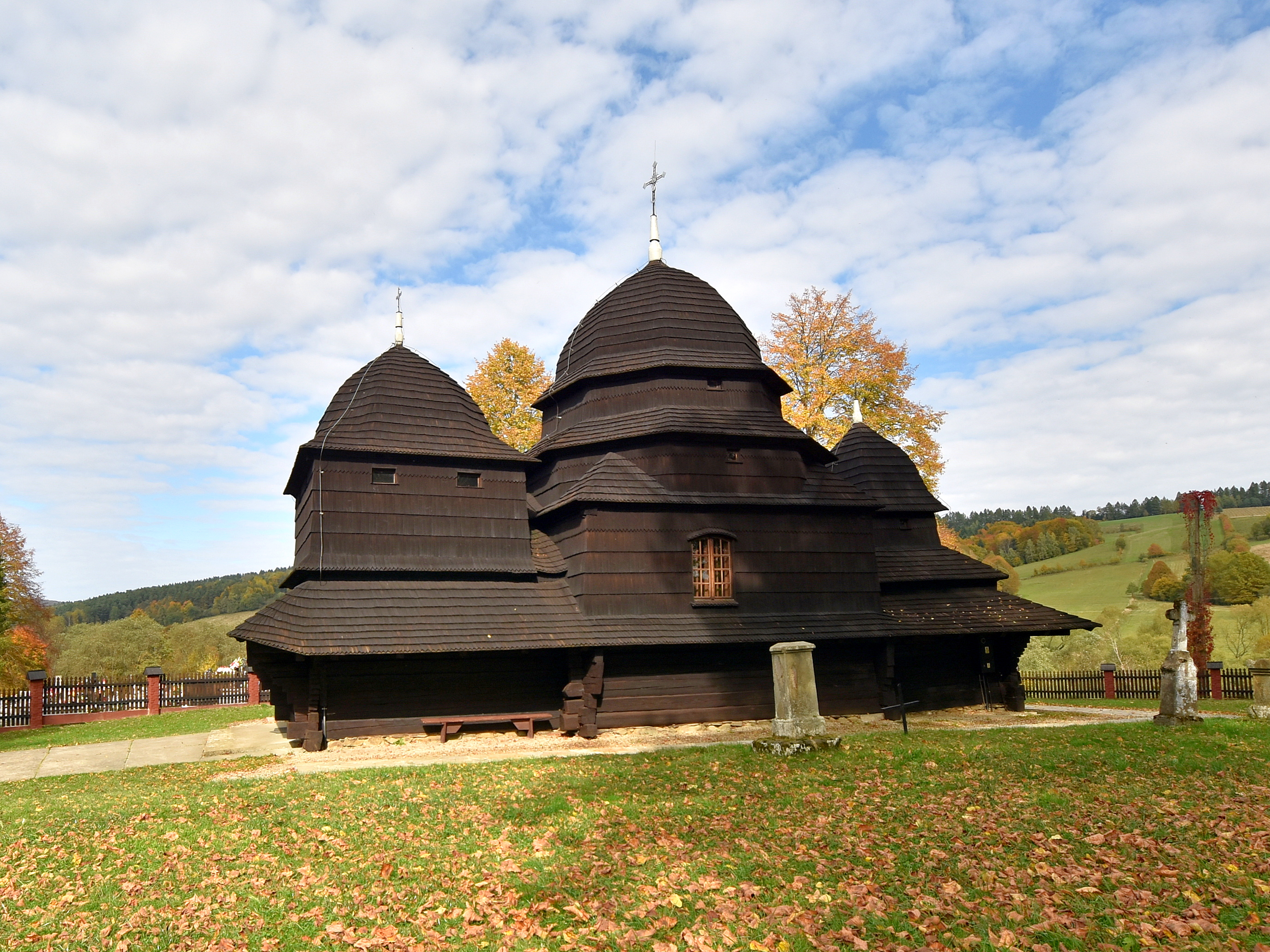
Zabytkowa cerkiew w Równi koło Ustrzyk Dolnych (obecnie kościół rzymskokatolicki)

Głównymi zabytkami regionu są rozsiane po wielu wioskach drewniane cerkiewki głównie z XVIII – XIX wieku. Najładniejsze znajdują się w Równi, Czarnej, Smolniku, Hoszowie, Michniowcu.
W Jasieniu znajduje się XVIII-wieczne sanktuarium maryjne wraz z obrazem Matki Boskiej Bieszczadzkiej.

## Sołectwa
- Bandrów Narodowy
- Brelików-Leszczowate
- Brzegi Dolne
- Dźwiniacz Dolny
- Hoszowczyk
- Hoszów
- Jałowe
- Jureczkowa
- Krościenko
- Liskowate
- Łobozew Dolny
- Łobozew Górny
- Łodyna
- Moczary
- Nowosielce Kozickie
- Ropienka
- Równia
- Serednica-Wola Romanowa
- Stańkowa
- Teleśnica Oszwarowa
- Trzcianiec
- Ustjanowa Dolna
- Ustjanowa Górna
- Wojtkowa
- Wojtkówka
- Zadwórze
- Zawadka[2]

Pozostałe miejscowości podstawowe
Arłamów, Daszówka, Grąziowa, Jamna Dolna, Jamna Górna, Kwaszenina, Sokole, Teleśnica Sanna, Trójca, Wola Maćkowa.
Na terenie gminy, w odległości 7 km od Ustrzyk znajduje się przejście graniczne Krościenko – Smolnica pomiędzy Polską a Ukrainą.

## Części miasta Ustrzyki Dolne
- Jasień
- Osiedle Fabryczne
- Pod Dębami
- Strwiążek
- Strwiążyczek
- Ustjanowa Górna
- Zabłocie

## Historia

### 1934–1939
Gminę zbiorową Ustrzyki Dolne utworzono 1 sierpnia 1934 roku w województwie lwowskim, w powiecie leskim, z dotychczasowych 12 jednostkowych gmin wiejskich: Bandrów Kolonia, Bandrów Narodowy, Berehy Dolne, Dźwiniacz Dolny, Hoszowczyk, Hoszów, Jałowe, Jasień, Łodyna, Moczary, Równia, Strwiążyk. 
17 września gminę podzielono na 12 gromad (sołectw):
- Bandrów Kolonia – miejsc. Bandrów Kolonja;
- Bandrów Narodowy – miejsc. Bandrów Narodowy;
- Berehy Dolne – miejsc. Berehy Dolne;
- Dźwiniacz Dolny – miejsc. Dźwiniacz Dolny;
- Hoszowczyk – miejsc. Hoszowczyk;
- Hoszów – miejsc. Hoszów;
- Jałowe – miejsc. Jałowe i Zamłynie;
- Jasień – miejsc. Jasień ;
- Łodyna – miejsc. Łodyna;
- Moczary – miejsc. Moczary;
- Równia – miejsc. Równia;
- Strwiążyk – miejsc. Strwiążyk.

### 1939–1941
Po wybuchu II wojny światowej granica niemiecko-sowiecka przedzieliła gminę wzdłuż Sanu. Cała gminy Ustrzyki Dolne z miastem Ustrzyki Dolne przeszła pod okupację radziecką, gdzie została zniesiona 17 stycznia 1940 i włączona do nowo utworzonego tam rejonu ustrzyckiego w obwodzie drohobyckim.

### 1941–1944
Rejon ustrzycki przestał istnieć wraz z wybuchem wojny niemiecko-radzieckiej 22 czerwca 1941. Na mocy dekretu Adolfa Hitlera z 1 sierpnia 1941 obszar dawnej gminy Ustrzyki Dolne wszedł w skład Generalnego Gubernatorstwa i utworzonego tam nowego dystryktu Galicja, gdzie odtworzono gminę Ustrzyki Dolne w jej oryginalnych granicach. 15 listopada 1941 miasto i gminę Ustrzyki Dolne włączono do powiatu sanockiego w dystrykcie krakowskim.
Podział gminy na gromady zachowano; zniesiono jedynie gromadę Bandrów Kolonia, włączając ją do gromady Bandrów Narodowy, a miasto Ustrzyki DOlne połączono z gminą wiejską, zachowując jednak status miasta. Liczba mieszkańców gminy w 1943 roku wynosiła 9998: 1032 w Bandrowie Narodowym, 1066 w Berehach Dolnych, 703 w Dźwiniaczu Dolnym, 683 w Hoszowczyku, 450 w Hoszowie, 443 w Jałowem, 650 w Jasieniu, 730 w Łodynie, 614 w Moczarach, 1100 w Równi, 408 w Strwiążyku i 2119 w Ustrzykach Dolnych.

### 1944–1951
Latem 1944 przywrócono ponownie granicę na Sanie po zajęciu wschodnich terenów przez Armię Czerwoną, włączając ponownie prawie cały obszar gminy Ustrzyki Dolne do reaktywowanego 31 lipca 1944 rejonu ustrzyckiego w obwodzie drohobyckim w ZSRR. Jedynie gromada Dźwiniacz Dolny powróciła do Polski i powiatu leskiego, gdzie została włączona do gminy Ropienka, wchodząc w skład utworzonego 18 sierpnia 1945 woj. rzeszowskiego.
W ZSRR dawny obszar gminy Ustrzyki Dolne  podzielono na dziewięć rad wiejskich i jedną radę miejską:
- rada wiejska Bandrów (Бандрівська сільська рада) – wieś Bandrów (Бандрів);
- rada wiejska Berehy Dolne (Долішньо-Берегівська сільська рада) – wieś Berehy Dolne (Долішні-Береги);
- rada wiejska Hoszowczyk (Гошівчицька сільська рада) – wieś Hoszowczyk (Гошівчик);
- rada wiejska Hoszów (Гошівська селищна рада) – wieś Hoszów (Гошів), chutor Zadwórze (Задвір'я);
- rada wiejska Jasień (Ясенська сільська рада) – wieś Jasień (Ясень), chutor Zamłynne (Замлиння), chutor Jałowe (Ялове);
- rada wiejska Łodyna (Лодинянська сільська рада) – wieś Łodyna (Лодина), chutor Wola (Воля);
- rada wiejska Moczary (Мочарівська сільська рада) – wieś Moczary (Мочари);
- rada wiejska Równia (Рівнянська сільська рада) – wieś Równia (Рівня);
- rada wiejska Strwiążyk (Стряжиківська сільська рада) – wieś Strwiążyk (Стряжики), chutor Ustrzyki (Устріки);
- rada miejska Ustrzyki Dolne (Нижньо-Устріцька міська рада) – miasto Ustrzyki Dolne (Нижние Устрики).

15 maja 1948 od rady wiejskiej Łodyna odłączono chutor Wola (Maćkowa), przekazując ją Polsce w ramach korekty granic z ZSRR. Chutor Wola Maćkowa zintegrowano z gromadą Leszczowate w gminie Ropienka w tymże powiecie i województwie.

### 1951–1954
W wyniku włączenia do Polski z ZSRR w grudniu 1951 prawie całego rejonu ustrzyckiego w ramach umowy o zmianie granic z 15 lutego 1951, obszar ten przekształcono w nowy powiat ustrzycki z siedzibą w Ustrzykach Dolnych.
Zasadniczy podział na przedwojenne gminy przywrócono, jednak nie odtworzono gminy Ustrzyki Dolne, lecz w jej miejsce powstała gmina Jasień oraz reaktywowano odrębną gminę miejską Ustrzyki Dolne. Gromady Dźwiniacz Dolny i chutora Wola Maćkowa nie włączono do nowej gminy Jasień, lecz pozostały one w gminie Ropienka
Jedynym obszarem przedwojennej gminy Ustrzyki Dolne który nie wszedł w 1951 roku w skład Polski był wschodni skrawek gromady Bandrów Narodowy, który zintegrowano z radą wiejską Gałówka w ZSRR.

### 1954–1972
Gminę Jasień zniesiono 29 września 1954 roku wraz z reformą wprowadzającą gromady w miejsce gmin, a jej obszar wszedł w skład nowych gromad Brzegi Dolne, Jasień i Ustianowa.
1 listopada 1972, w związku ze zniesieniem powiatu ustrzyckiego, obszar dawnej gminy Ustrzyki Dolne wszedł w skład nowo utworzonego powiatu bieszczadzkiego w województwie rzeszowskim

### Od 1973
Gminę wiejską Ustrzyki Dolne reaktywowano 1 stycznia 1973 w powiecie bieszczadzkim w woj. rzeszowskim w związku z kolejną reformą administracyjną. Gmina objęła:
- 22 sołectwa: Bandrów Narodowy, Brzegi Dolne, Dźwiniacz Dolny, Hoszowczyk, Hoszów, Jałowe, Jasień, Krościenko, Liskowate, Łobozew Dolny, Łobozew Górny, Łodyna, Moczary, Równia, Strwiążek, Teleśnica Oszwarowa, Ustjanowa Dolna, Ustjanowa Górna i Zadwórze;
- 3 obręby geodezyjne: Daszówka, Sokole i Teleśnica Sanna.

Tego samego dnia (1 stycznia 1973) Strwiążek i część Ustjanowej Górnej o łącznej powierzchni 280 ha włączono do Ustrzyk Dolnych.
Nowa gmina Ustrzyki Dolne objęła obszar zupełnie inny niż w jej pierwotnej odsłonie, a w jej skład weszły miejscowości należące przed wojną do:
- gminy Czarna w powiecie leskim – Zadwórze;
- gminy Łobozew w powiecie leskim – Daszówka, Łobozew Dolny, Łobozew Górny, Sokole, Teleśnica Oszwarowa, Teleśnica Sanna, Ustjanowa Dolna i  Ustjanowa Górna (miejscowość Sokole należała w latach 1952–1954 do gminy Polana).;
- gminy Ustrzyki Dolne w powiecie leskim – Bandrów Narodowy, Brzegi Dolne, Hoszowczyk, Hoszów, Jałowe, Jasień, Łodyna, Moczary, Równia, Strwiążek (miejscowości te należały w latach 1952–1954 do gminy Jasień);
- gminy Krościenko w powiecie dobromilskim – Krościenko (z Wyżnem, Stebnikiem i Głazami) i Liskowate (z Wolicą) z fragmentami Smolnicy, Rudawki i Nanowej;
- gminy Starzawa w powiecie dobtomilskim – skrawki Łopuszanki;
- gminy Ławrów w powiecie turczańskim – zachodnie stoki Mszańca między Bandrowem Narodowym a Bystrem.

1 czerwca 1975 roku gmina znalazła się w nowo utworzonym woj. krośnieńskim.
2 lutego 1976 z gminy Ustrzyki Dolne wyłączono obszar geodezyjny góry Jawor, włączając do gminy Olszanica. Po przyłączeniu Jawora do gminy Olszanica (do sołctwa Bóbrka), granica gmin nie biegła już w tym miejscu na Sanie, natomiast w gminie Olszanica znalazło się w całości Jezioro Solińskie.
1 lutego 1977 z gminy Ustrzyki Dolne wyłączono sołectwa Łobozew Dolny, Sokole i Teleśnica Sanna, włączając je do nowo utworzonej gminy Solina. Równocześnie do gminy Ustrzyki Dolne włączono sołectwa Wola Maćkowa i Wola Romanowa ze zniesionej gminy Ropienka.
1 kwietnia 1977, dwa miesiące później, zmieniono zdanie odnośnie sołectw Wola Maćkowa i Wola Romanowa, wyłączając je z gminy Ustrzyki Dolne i włączając do gminy Olszanica. Z gminy Ustrzyki Dolne wyłączono także sołectwa Daszówka, Łobozew Górny i Teleśnica Oszwarowa, włączając je do gminy Solina. Utratę terenów zrekompensowano przez przyłączenie do gminy Ustrzyki Dolne jedenastu sołectw: Arłamów, Grąziowa, Jamna Dolna, Jamna Górna, Jureczkowa, Kwaszenina, Nowosielce Kozickie, Trójca, Trzcianiec, Wojtkowa i Wojtkówka z gminy Olszanica (a do 31 stycznia 1977 należące do gminy Ropienka). Tym samym do gminy Ustrzyki Dolne włączono duży obszar Pogórza Przemyskiego, należący przed wojną do powiatu dobromilskiego (gminy Wojtkowa, Rybotycze i Dobromil), a po wojnie do powiatu przemyskiego.
1 lipca 1981 do gminy Ustrzyki Dolne z gminy Solina przyłączono z powrotem sześć wsi na wschodnim brzegu Sanu, włączonych do gminy Solina w 1977 roku: Daszówka, Łobozew Dolny, Łobozew Górny, Sokole, Teleśnica Oszwarowa i Teleśnica Sanna.
1 stycznia 1992 połączono gminę Ustrzyki Dolne z miastem Ustrzyki Dolne.
27 czerwca 1994 z gminy Ustrzyki Dolne wyłączono wieś Jasień, włączając ją do miasta Ustrzyki Dolne.
Od 1999 w powiecie bieszczadzkim w nowym województwie podkarpackim.
1 stycznia 2002 do gminy Ustrzyki Dolne z gminy Olszanica przyłączono kolejne osiem miejscowości Pogórza Przemyskiego o totalnej powierzchni 7345,32 ha: Brelików (754,42 ha), Leszczowate (1379,57 ha), Ropienka (1336,92 ha), Serednica (966,58 ha), Stańkowa (971,47 ha) i Zawadka (1262,94 ha) oraz Wola Maćkowa (283,20 ha) i Wola Romanowa (390,22 ha), które już wcześniej należały do gminy Ustrzyki Dolne przez dwa miesiące w 1977 roku. Tym samym w granicach gminy Ustrzyki Dolne znalazł się prawie cały obszar przedwojennej gminy Ropienka (oprócz Paszowej i Wańkowej), poszerzając jednocześnie wąski przegub gminy koło Jureczkowej, łączący Ustrzyki Dolne z sołectwami Pogórza Przemyskiego na północy.
Ponadto, 1 stycznia 2002 z miasta Ustrzyki Dolne wyłączono obszar 3,16 ha (części obrębów ewidencyjnych Jasień i Ustrzyki Dolne), włączając go do gminy Ustrzyki Dolne, natomiast do miasta Ustrzyki Dolne (do obrębu ewidencyjnego Strwiążyk) włączono obszar o powierzchni 2,17 ha z gminy Ustrzyki Dolne (1,19 ha z Równi, 0,94 ha z Jałowego i 0,04 z Ustianowej Górnej).
W 2022 roku władze gminy Ustrzyki Dolne chciały przyłączyć należący do gminy Bircza teren lotniska i heliportu Arłamów (340 ha) do gminy Ustrzyki Dolne, jako że jest wykorzystywane głównie w celach turystycznych przez znajdujący się na terenie gminy Ustrzyki Dolne Hotel Arłamów. Ponadto władze ustrzyckiej gminy chciałyby lądowisko przekształcić w lotnisko, wykorzystywane w większym stopniu niż to się dzieje obecnie. W związku z tym w gminie Bircza przeprowadzono konsultacje społeczne. Na uprawnione do głosowania 5252 osoby, udział w konsultacjach wzięło 3026 osób, czyli 57,62% mieszkańców. Przeciw proponowanej zmianie granic głosowało 99,41%.

### Przynależność administracyjna miejscowości gminy Ustrzyki Dolne w różnych latach
| Gromada / sołectwo     | 1934–39     | 1940–41     | 1941–44     | 1944–45     | 1945–48     | 1948–52     | 1952–53    | 1953–54    | 1954–59      | 1960–68    | 1969–72    | 1973–77     | 1977 (II–III) | 1977–81     | 1981–2002   | 2002–       |
| ---------------------- | ----------- | ----------- | ----------- | ----------- | ----------- | ----------- | ---------- | ---------- | ------------ | ---------- | ---------- | ----------- | ------------- | ----------- | ----------- | ----------- |
| Arłamów                | Dobromil    | dobromilski | Dobromil    | dobromilski | Rybotycze   | Rybotycze   | Wojtkowa   | Wojtkowa   | Wojtkowa     | Wojtkowa   | Wojtkowa   | Ropienka    | Olszanica     | Ustrzyki D. | Ustrzyki D. | Ustrzyki D. |
| Bandrów Kolonia        | Ustrzyki D. | ustrzycki   | Ustrzyki D. | ustrzycki   | ustrzycki   | ustrzycki   | Jasień     | Jasień     | Jasień       | Jasień     | Jasień     | Ustrzyki D. | Ustrzyki D.   | Ustrzyki D. | Ustrzyki D. | Ustrzyki D. |
| Bandrów Narodowy       | Ustrzyki D. | ustrzycki   | Ustrzyki D. | ustrzycki   | ustrzycki   | ustrzycki   | Jasień     | Jasień     | Jasień       | Jasień     | Jasień     | Ustrzyki D. | Ustrzyki D.   | Ustrzyki D. | Ustrzyki D. | Ustrzyki D. |
| Brelików               | Ropienka    | leski       | Ropienka    | leski       | Ropienka    | Ropienka    | Ropienka   | Ropienka   | Wańkowa      | Wańkowa    | Wańkowa    | Ropienka    | Olszanica     | Olszanica   | Olszanica   | Ustrzyki D. |
| Brzegi Dolne           | Ustrzyki D. | ustrzycki   | Ustrzyki D. | ustrzycki   | ustrzycki   | ustrzycki   | Jasień     | Jasień     | Brzegi Dolne | Jasień     | Jasień     | Ustrzyki D. | Ustrzyki D.   | Ustrzyki D. | Ustrzyki D. | Ustrzyki D. |
| Daszówka               | Łobozew     | ustrzycki   | Łobozew     | ustrzycki   | ustrzycki   | ustrzycki   | Łobozew    | Łobozew    | Łobozew      | Łobozew    | Łobozew    | Ustrzyki D. | Ustrzyki D.   | Solina      | Ustrzyki D. | Ustrzyki D. |
| Dźwiniacz Dolny        | Ustrzyki D. | ustrzycki   | Ustrzyki D. | ustrzycki   | Ropienka    | Ropienka    | Ropienka   | Ropienka   | Brzegi Dolne | Jasień     | Jasień     | Ustrzyki D. | Ustrzyki D.   | Ustrzyki D. | Ustrzyki D. | Ustrzyki D. |
| Głazy (Steinfels)      | Krościenko  | dobromilski | Krościenko  | dobromilski | dobromilski | dobromilski | Krościenko | Krościenko | Krościenko   | Krościenko | Krościenko | Ustrzyki D. | Ustrzyki D.   | Ustrzyki D. | Ustrzyki D. | Ustrzyki D. |
| Grąziowa               | Wojtkowa    | dobromilski | Wojtkowa    | dobromilski | Wojtkowa    | Wojtkowa    | Wojtkowa   | Wojtkowa   | Wojtkowa     | Wojtkowa   | Wojtkowa   | Ropienka    | Olszanica     | Ustrzyki D. | Ustrzyki D. | Ustrzyki D. |
| Hoszowczyk             | Ustrzyki D. | ustrzycki   | Ustrzyki D. | ustrzycki   | ustrzycki   | ustrzycki   | Jasień     | Jasień     | Jasień       | Jasień     | Jasień     | Ustrzyki D. | Ustrzyki D.   | Ustrzyki D. | Ustrzyki D. | Ustrzyki D. |
| Hoszów                 | Ustrzyki D. | ustrzycki   | Ustrzyki D. | ustrzycki   | ustrzycki   | ustrzycki   | Jasień     | Jasień     | Jasień       | Jasień     | Jasień     | Ustrzyki D. | Ustrzyki D.   | Ustrzyki D. | Ustrzyki D. | Ustrzyki D. |
| Jamna Dolna            | Rybotycze   | dobromilski | Rybotycze   | dobromilski | Rybotycze   | Rybotycze   | Wojtkowa   | Wojtkowa   | Wojtkowa     | Wojtkowa   | Wojtkowa   | Ropienka    | Olszanica     | Ustrzyki D. | Ustrzyki D. | Ustrzyki D. |
| Jałowe                 | Ustrzyki D. | ustrzycki   | Ustrzyki D. | ustrzycki   | ustrzycki   | ustrzycki   | Jasień     | Jasień     | Jasień       | Jasień     | Jasień     | Ustrzyki D. | Ustrzyki D.   | Ustrzyki D. | Ustrzyki D. | Ustrzyki D. |
| Jamna Górna            | Rybotycze   | dobromilski | Rybotycze   | dobromilski | Rybotycze   | Rybotycze   | Wojtkowa   | Wojtkowa   | Wojtkowa     | Wojtkowa   | Wojtkowa   | Ropienka    | Olszanica     | Ustrzyki D. | Ustrzyki D. | Ustrzyki D. |
| Jasień                 | Ustrzyki D. | ustrzycki   | Ustrzyki D. | ustrzycki   | ustrzycki   | ustrzycki   | Jasień     | Jasień     | Jasień       | Jasień     | Jasień     | Ustrzyki D. | Ustrzyki D.   | Ustrzyki D. | Ustrzyki D. | Ustrzyki M  |
| Jureczkowa             | Wojtkowa    | dobromilski | Wojtkowa    | dobromilski | Wojtkowa    | Wojtkowa    | Wojtkowa   | Wojtkowa   | Krościenko   | Wojtkowa   | Wojtkowa   | Ropienka    | Olszanica     | Ustrzyki D. | Ustrzyki D. | Ustrzyki D. |
| Krościenko             | Krościenko  | dobromilski | Krościenko  | dobromilski | dobromilski | dobromilski | Krościenko | Krościenko | Krościenko   | Krościenko | Krościenko | Ustrzyki D. | Ustrzyki D.   | Ustrzyki D. | Ustrzyki D. | Ustrzyki D. |
| Kwaszenina             | Dobromil    | dobromilski | Dobromil    | dobromilski | dobromilski | Wojtkowa    | Wojtkowa   | Wojtkowa   | Wojtkowa     | Wojtkowa   | Wojtkowa   | Ropienka    | Olszanica     | Ustrzyki D. | Ustrzyki D. | Ustrzyki D. |
| Leszczowate            | Ropienka    | leski       | Ropienka    | leski       | Ropienka    | Ropienka    | Ropienka   | Ropienka   | Wańkowa      | Wańkowa    | Wańkowa    | Ropienka    | Olszanica     | Olszanica   | Olszanica   | Ustrzyki D. |
| Liskowate              | Krościenko  | dobromilski | Krościenko  | dobromilski | dobromilski | dobromilski | Krościenko | Krościenko | Krościenko   | Krościenko | Krościenko | Ustrzyki D. | Ustrzyki D.   | Ustrzyki D. | Ustrzyki D. | Ustrzyki D. |
| Łobozew Dolny          | Łobozew     | ustrzycki   | Łobozew     | ustrzycki   | Olszanica   | Olszanica   | Łobozew    | Łobozew    | Łobozew      | Łobozew    | Łobozew    | Ustrzyki D. | Solina        | Solina      | Ustrzyki D. | Ustrzyki D. |
| Łobozew Górny          | Łobozew     | ustrzycki   | Łobozew     | ustrzycki   | ustrzycki   | ustrzycki   | Łobozew    | Łobozew    | Łobozew      | Łobozew    | Łobozew    | Ustrzyki D. | Ustrzyki D.   | Solina      | Ustrzyki D. | Ustrzyki D. |
| Łodyna                 | Ustrzyki D. | ustrzycki   | Ustrzyki D. | ustrzycki   | ustrzycki   | ustrzycki   | Jasień     | Jasień     | Brzegi Dolne | Jasień     | Jasień     | Ustrzyki D. | Ustrzyki D.   | Ustrzyki D. | Ustrzyki D. | Ustrzyki D. |
| Moczary                | Ustrzyki D. | ustrzycki   | Ustrzyki D. | ustrzycki   | ustrzycki   | ustrzycki   | Jasień     | Jasień     | Jasień       | Jasień     | Jasień     | Ustrzyki D. | Ustrzyki D.   | Ustrzyki D. | Ustrzyki D. | Ustrzyki D. |
| Nowosielce Kozickie    | Wojtkowa    | dobromilski | Wojtkowa    | dobromilski | Wojtkowa    | Wojtkowa    | Wojtkowa   | Wojtkowa   | Wojtkowa     | Wojtkowa   | Wojtkowa   | Ropienka    | Olszanica     | Ustrzyki D. | Ustrzyki D. | Ustrzyki D. |
| Ropienka               | Ropienka    | leski       | Ropienka    | leski       | Ropienka    | Ropienka    | Ropienka   | Ropienka   | Ropienka     | Ropienka   | Ropienka   | Ropienka    | Olszanica     | Olszanica   | Olszanica   | Ustrzyki D. |
| Równia                 | Ustrzyki D. | ustrzycki   | Ustrzyki D. | ustrzycki   | ustrzycki   | ustrzycki   | Jasień     | Jasień     | Ustjanowa    | Ustjanowa  | Ustjanowa  | Ustrzyki D. | Ustrzyki D.   | Ustrzyki D. | Ustrzyki D. | Ustrzyki D. |
| Serednica              | Ropienka    | leski       | Ropienka    | leski       | Ropienka    | Ropienka    | Ropienka   | Ropienka   | Wańkowa      | Wańkowa    | Wańkowa    | Ropienka    | Olszanica     | Olszanica   | Olszanica   | Ustrzyki D. |
| Sokole                 | Łobozew     | ustrzycki   | Łobozew     | ustrzycki   | ustrzycki   | ustrzycki   | Polana     | Polana     | Polana       | Polana     | Łobozew    | Ustrzyki D. | Solina        | Solina      | Ustrzyki D. | Ustrzyki D. |
| Stańkowa               | Ropienka    | leski       | Ropienka    | leski       | Ropienka    | Ropienka    | Ropienka   | Ropienka   | Ropienka     | Ropienka   | Ropienka   | Ropienka    | Olszanica     | Olszanica   | Olszanica   | Ustrzyki D. |
| Stebnik                | Krościenko  | dobromilski | Krościenko  | dobromilski | dobromilski | dobromilski | Jasień     | Jasień     | Krościenko   | Krościenko | Krościenko | Ustrzyki D. | Ustrzyki D.   | Ustrzyki D. | Ustrzyki D. | Ustrzyki D. |
| Strwiążek              | Ustrzyki D. | ustrzycki   | Ustrzyki D. | ustrzycki   | ustrzycki   | ustrzycki   | Jasień     | Jasień     | Ustjanowa    | Ustjanowa  | Ustjanowa  | Ustrzyki M  | Ustrzyki M    | Ustrzyki M  | Ustrzyki M  | Ustrzyki M  |
| Teleśnica Oszwarowa    | Łobozew     | ustrzycki   | Łobozew     | ustrzycki   | ustrzycki   | ustrzycki   | Łobozew    | Łobozew    | Łobozew      | Łobozew    | Łobozew    | Ustrzyki D. | Ustrzyki D.   | Solina      | Ustrzyki D. | Ustrzyki D. |
| Teleśnica Sanna        | Łobozew     | ustrzycki   | Łobozew     | ustrzycki   | ustrzycki   | ustrzycki   | Łobozew    | Łobozew    | Łobozew      | Łobozew    | Łobozew    | Ustrzyki D. | Solina        | Solina      | Ustrzyki D. | Ustrzyki D. |
| Trójca                 | Rybotycze   | dobromilski | Rybotycze   | dobromilski | Rybotycze   | Rybotycze   | Wojtkowa   | Wojtkowa   | Wojtkowa     | Wojtkowa   | Wojtkowa   | Ropienka    | Olszanica     | Ustrzyki D. | Ustrzyki D. | Ustrzyki D. |
| Trzcianiec             | Wojtkowa    | dobromilski | Wojtkowa    | dobromilski | Wojtkowa    | Wojtkowa    | Wojtkowa   | Wojtkowa   | Wojtkowa     | Wojtkowa   | Wojtkowa   | Ropienka    | Olszanica     | Ustrzyki D. | Ustrzyki D. | Ustrzyki D. |
| Ustjanowa Dolna        | Łobozew     | ustrzycki   | Łobozew     | ustrzycki   | Olszanica   | Olszanica   | Łobozew    | Łobozew    | Ustjanowa    | Ustjanowa  | Ustjanowa  | Ustrzyki D. | Ustrzyki D.   | Ustrzyki D. | Ustrzyki D. | Ustrzyki D. |
| Ustjanowa Górna        | Łobozew     | ustrzycki   | Łobozew     | ustrzycki   | ustrzycki   | ustrzycki   | Łobozew    | Jasień     | Ustjanowa    | Ustjanowa  | Ustjanowa  | Ustrzyki D. | Ustrzyki D.   | Ustrzyki D. | Ustrzyki D. | Ustrzyki D. |
| Ustjanowa Górna (U.D.) | Łobozew     | ustrzycki   | Łobozew     | ustrzycki   | ustrzycki   | ustrzycki   | Łobozew    | Jasień     | Ustjanowa    | Ustjanowa  | Ustjanowa  | Ustrzyki M  | Ustrzyki M    | Ustrzyki M  | Ustrzyki M  | Ustrzyki M  |
| Ustrzyki Dolne (m)     | Ustrzyki M  | ustrzycki   | Ustrzyki M  | ustrzycki   | ustrzycki   | ustrzycki   | Ustrzyki M | Ustrzyki M | Ustrzyki M   | Ustrzyki M | Ustrzyki M | Ustrzyki M  | Ustrzyki M    | Ustrzyki M  | Ustrzyki M  | Ustrzyki M  |
| Wojtkowa               | Wojtkowa    | dobromilski | Wojtkowa    | dobromilski | Wojtkowa    | Wojtkowa    | Wojtkowa   | Wojtkowa   | Wojtkowa     | Wojtkowa   | Wojtkowa   | Ropienka    | Olszanica     | Ustrzyki D. | Ustrzyki D. | Ustrzyki D. |
| Wojtkówka              | Wojtkowa    | dobromilski | Wojtkowa    | dobromilski | Wojtkowa    | Wojtkowa    | Wojtkowa   | Wojtkowa   | Wojtkowa     | Wojtkowa   | Wojtkowa   | Ropienka    | Olszanica     | Ustrzyki D. | Ustrzyki D. | Ustrzyki D. |
| Wola Maćkowa           | Ropienka    | leski       | Ropienka    | leski       | Ropienka    | Ropienka    | Ropienka   | Ropienka   | Brzegi Dolne | Jasień     | Jasień     | Ropienka    | Ustrzyki D.   | Olszanica   | Olszanica   | Ustrzyki D. |
| Wola Romanowa          | Ropienka    | leski       | Ropienka    | leski       | Ropienka    | Ropienka    | Ropienka   | Ropienka   | Brzegi Dolne | Jasień     | Jasień     | Ropienka    | Ustrzyki D.   | Olszanica   | Olszanica   | Ustrzyki D. |
| Wolica                 | Krościenko  | dobromilski | Krościenko  | dobromilski | dobromilski | dobromilski | Krościenko | Krościenko | Krościenko   | Krościenko | Krościenko | Ustrzyki D. | Ustrzyki D.   | Ustrzyki D. | Ustrzyki D. | Ustrzyki D. |
| Wyżne (Obersdorf)      | Krościenko  | dobromilski | Krościenko  | dobromilski | dobromilski | dobromilski | Krościenko | Krościenko | Krościenko   | Krościenko | Krościenko | Ustrzyki D. | Ustrzyki D.   | Ustrzyki D. | Ustrzyki D. | Ustrzyki D. |
| Zadwórze               | Czarna      | ustrzycki   | Czarna      | ustrzycki   | ustrzycki   | ustrzycki   | Czarna     | Czarna     | Jasień       | Jasień     | Jasień     | Ustrzyki D. | Ustrzyki D.   | Ustrzyki D. | Ustrzyki D. | Ustrzyki D. |
| Zawadka                | Ropienka    | leski       | Ropienka    | leski       | Ropienka    | Ropienka    | Ropienka   | Ropienka   | Ropienka     | Ropienka   | Ropienka   | Ropienka    | Olszanica     | Olszanica   | Olszanica   | Ustrzyki D. |

## Sąsiednie gminy
Bircza, Czarna, Fredropol, Olszanica, Solina

## Władze gminy
- Komisarz - pełniący funkcję burmistrza: Paweł Germański[39]
- Zastępca burmistrza: Michał Wnuk
- Przewodniczący Rady Miejskiej: Arkadiusz Lupa
- Sekretarz: Janina Sokołowska
- Skarbnik: Ewa Kaczmaryk-Elmerych